# Río Salvaje Alagnak
El río Salvaje Alagank (en inglés Alagnak Wild River) constituye una unidad oficial gestionada por el Servicio de Parques Nacionales, localizada en la península de Alaska al suroeste de Alaska (Estados Unidos). Protege al río Alagnak que nace en el lago Kukaklek dentro de la Reserva Nacional de Katmai. Es un afluente del río Kvichak. Ofrece 69 kilómetros de ràfting por aguas bravas. El río también destaca por la abundante vida silvestre y la pesca deportiva incluyendo cinco especies de salmón.
El río Alagnak es inaccesible por carretera y solo se puede llegar en avión o barca. Al Alagnak se puede acceder directamente a través de vuelos de taxi aéreo desde Anchorage, King Salmon y otras localidades. Hay vuelos comerciales programados a King Salmon, que sirve de sede administrativa de esta unidad del Servicio de Parques Nacionales.
No hay instalaciones gestionadas por el NPS dentro de los límites de río Salvaje Alagnak. Sin embargo, hay varias casas rurales situadas en terrenos privados a lo largo del río: Royal Wolf Lodge, Alaska Trophy Adventures, Katmai Lodge y Branch River Lodge. Estos alojamientos son solo accesibles en avión, pero generalmente ofrecen comidas y servicios de pesca guiada.